# Alfonso Palazón
Alfonso Palazón Meseguer (Molina de Segura, Murcia, 1961) es un director, productor y guionista audiovisual español. Es, además, profesor de la Universidad Rey Juan Carlos de Madrid (España).

## Biografía
Doctor y Licenciado en Ciencias de la Información por la Universidad Complutense de Madrid, es Profesor titular en la Universidad Rey Juan Carlos. También es Director del Grupo de Investigación Intermedia, además de dirigir el Máster Oficial en Documental y Nuevos Formatos. 
Ha trabajado en diferentes proyectos audiovisuales como director, realizador, productor y guionista. Su obra audiovisual, centrada en el documental, aborda temáticas sociales como el sentido de la vida y de la muerte en la lucha contra la enfermedad, la realidad del colectivo LGTBI en España y el quehacer de ONGs. En 2016 recibió el premio Premio Aurélio da Paz dos Reis por su trayectoria como director.

## Obras literarias
Ha escrito varias obras literarias sobre Comunicación Audiovisual, entre las que se destacan:
- Lenguaje Audiovisual (1998, Acento Editorial.ISBN 84-483-0375-X ).
- Anotaciones sobre el tiempo audiovisual (1998, Editorial Episteme. ISBN 84-8329-016-2)
- Wim Wenders: Fragmentos de un cine errático (2000, Editorial Ediciones de la Mirada. ISBN 84-95196-11-5).

## Filmografía
Palazón ejerció como director de los siguientes documentales:
- Senegal. Apuntes de un Viaje (2007).
- Sunuy Aduna / Nuestras Vidas (2009).[5][6]Trata sobre la vida de Mama, una chica senegalesa. Aparece el trabajo en Senegal de la ONG Futuro Humano.
- 20 Años dando vida a nuestros días (2012).[7][8] Trata sobre la labor social de la Fundación Cudeca- Cuidados del Cáncer.
- Al escuchar el viento (2013).[1][9] Largometraje documental sobre el cáncer.
- Juan Brito: Tamia (2019).[10][11] Trata sobre el etnógrafo canario Juan Brito.
- José Luis Espinosa, el espía (2022) [12][13]Trata sobre el espía José Luis Espinosa Pardo.
- Espejismos (2022). [14][15]
- Ausencias (2023).[14]
- Modelo de Ciudad (2023) [16]
- Identidad de la Ciudad (2023)[16]
- Inclusión Social (2023)[16]
- Huerto Fayrén (2023)[16]
- Representación de la Historia (2023)[16]
- La Ciudad se Mueve (2023)[17][18]
- Hacia una ciudad saludable. (2023)[19]
- La necesidad del agua (2023)[19]
- Símbolos de esfuerzo (2023)[19]
- Las escuelas de Torrealta (2023)[19]

También, fue el productor de los siguientes documentales:
- El pueblo inventado. Ecos de Cabo Verde (2014). [20]
- Ad Ventum (2015).[20]

- El traje de Superman (2017).[21]
- Los hijos de Errol Flynn (2019).[22]
- La boda de la nena (2020).[20]
- Los 30 (no) son los nuevos 20 ( 2023).[20]

E intervino como director de fotografía en los siguientes documentales:
- La Primavera Rosa en México (2016).[23]
- La Primavera Rosa en España (2017).[24]

## Premios y reconocimientos
| Premio Aurélio da Paz dos Reis                | Año  | Resultado |
| --------------------------------------------- | ---- | --------- |
| Reconocimiento a la trayectoria como director | 2016 | Ganador   |

Sus trabajos audiovisuales han sido reconocidos en diferentes festivales, a saber:
| Semana Internacional de Cine de Valladolid (Seminci) | Año  | Título del Documental | Resultado    |
| ---------------------------------------------------- | ---- | --------------------- | ------------ |
| Participación en la Seminci                          | 2013 | Al Escuchar el Viento | Seleccionada |

| Premios Albert Jovell (desde 2020 Premios Afectivo Efectivo)                                                        | Año  | Título del Documental | Resultado      |
| --- | ---- | --------------------- | -------------- |
| Mejor trabajo periodístico de ámbito sanitario desarrollado por periodistas u otros profesionales de la Información | 2017 | Al escuchar el Viento | Segundo Premio |

| Premios Goya                                | Año  | Título del Documental       | Resultado |
| ------------------------------------------- | ---- | --------------------------- | --------- |
| Premio Goya al mejor Cotometraje Documental | 2018 | La Primavera Rosa en México | Nominada  |

| Premios ASECAN del Cine Andaluz  | Año  | Título del Documental    | Resultado |
| -------------------------------- | ---- | ------------------------ | --------- |
| Mejor Cortometraje de No Ficción | 2020 | Primavera Rosa en España | Nominada  |